# Phymatidium mellobarretoi
Phymatidium mellobarretoi är en orkidéart som beskrevs av Louis Otho Otto Williams och Frederico Carlos Hoehne. Phymatidium mellobarretoi ingår i släktet Phymatidium och familjen orkidéer. Inga underarter finns listade i Catalogue of Life.